# Wilhelm Altendorf

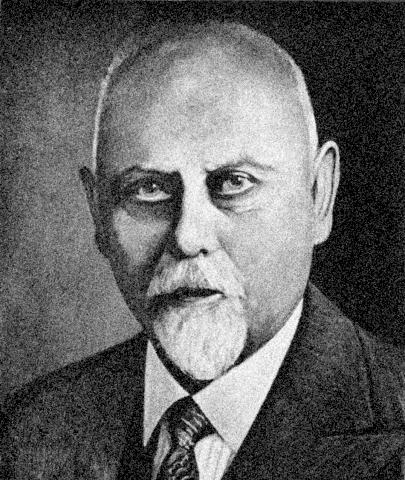
Wilhelm Altendorf

Wilhelm Altendorf (* 15. März 1874 in Minden; † 1948 ebenda) war ein deutscher Konstrukteur und Maschinenbauer. Er gründete das Unternehmen Altendorf Maschinenbau.

## Leben
Altendorf wurde am 15. März 1874 in Minden geboren. Nach erfolgreich abgelegten Meisterprüfungen im Tischlerhandwerk sowie im Bereich Möbelgestaltung arbeitete Wilhelm Altendorf als Konstruktionszeichner im Möbelbereich einer Ladenbaufirma in Berlin. Nach zwei Jahren Berufserfahrung gründete er zusammen mit seinem Schwager Ernst Müller im Januar 1906 seine eigene Fabrik für Geschäftseinrichtungen nahe dem Hackeschen Markt in der Großen Hamburger Straße 20. Hier erfand Wilhelm Altendorf 1906 die Formatkreissäge.
Als sein Partner schon nach einem Jahr wieder aus dem Unternehmen austrat, hatte Wilhelm Altendorf nur noch begrenzte finanzielle Möglichkeiten für erforderliche Maschinen-Investitionen. Zudem genügten die Maschinen, die damals für die Holzbearbeitung auf dem Markt angeboten wurden, seinen Ansprüchen nicht. Wilhelm Altendorf begann daher, für seinen eigenen Bedarf selbst Maschinen zu entwickeln und zu bauen. Darunter war auch die erste Format- und Besäumkreissäge nach dem „System Altendorf“.